# Rafael Aceves y Lozano
Rafael Aceves y Lozano (La Granja de San Ildefonso, Province de Ségovie, 20 mars 1837 - Madrid, 21 février 1876) est un compositeur espagnol.

## Biographie
Rafael Aceves a commencé sa carrière en obtenant la médaille d'or du Conservatoire de Madrid en 1863. Il est particulièrement connu pour sa musique religieuse dont son Stabat Mater, qu'il a dédié à François d'Assise de Bourbon, roi consort d’Espagne. En compagnie de Llanos, un autre compositeur, il a écrit l'opéra El Puñal de la Misericordia en 1869, pour lequel il a obtenu un prix.
Dans le genre musical de la zarzuela, il a composé quelques œuvres de référence, comme le Negro Bola (1870) et El trono de Escocia, dans laquelle il a travaillé avec la collaboration de Manuel Fernández Caballero. Avec la collaboration de Francisco Asenjo Barbieri il a composé la zarzuela El Testamento Azul. En hommage à Cervantes, Aceves a composé la pièce El Manco de Lepanto - Episodio histórico en un acto y en verso, en 1867, qui raconte la captivité et la libération de l'écrivain en Algérie. Il a également composé une parodie de l'œuvre El Molinero de Subiza de Cristóbal Oudrid, portant le même nom. Autres œuvres : La cancion de amor, La sobrina del rector, Los titiriteros, Mambrú, Los cuatro sacristanes, Mesa revuelta.
Son frère Francisco Aceves y Lozano était également compositeur.